# Jari Lähde
Jari Juhani Lähde (* 9. Februar 1963 in Nokia) ist ein ehemaliger finnischer Radrennfahrer und nationaler Meister im Radsport.

## Sportliche Laufbahn
Lähde war Teilnehmer der Olympischen Sommerspiele 1988 in Seoul. Im olympischen Straßenrennen wurde er beim Sieg von Olaf Ludwig 37. Er war der einzige finnische Starter im Radsport bei den Spielen.
1987 gewann er den Rosendahl Grand Prix in Finnland. 1988 wurde er nationaler Meister im Straßenrennen. 1989 wurde er Meister im Einzelzeitfahren. In den Meisterschaftsrennen im Mannschaftszeitfahren war er mehrfach erfolgreich. 
In den Rennen der UCI-Straßen-Weltmeisterschaften kam er 1986 auf den 23. und 1987 auf den 10. Platz. Auch im Bahnradsport holte er nationale Titel. 1985 gewann er die Meisterschaft in der Mannschaftsverfolgung. Auch 1987 wurde er Meister.
1985 bestritt er die Internationale Friedensfahrt und schied im Rennen aus.